# Ralph Flanagan (Musiker)
Ralph Flanagan (eigentlich Ralph Elias Flenniken; * 7. April 1914 in Lorain, Ohio; † 30. Dezember 1995 in Miami) war ein US-amerikanischer  Bandleader, Pianist, Arrangeur und Komponist im Bereich des Swing und der Populären Musik.
Ralph Flanagan besuchte die Lorain High School und spielte in der Band von Sammy Kaye. Während des Zweiten Weltkriegs diente er in der Handelsmarine; ab 1946 arbeitete er als Arrangeur für Perry Como und war Studiomusiker bei RCA Victor. Da viele Künstler von RCA zu anderen Labels abwanderten, entschied die Leitung der Plattenfirma, eigene Bands aufzubauen und wählte Flanagan als Bandleader; so erhielt er 1949 die Möglichkeit sein eigenes Orchester zu gründen, das im Stil des Glenn-Miller-Sounds spielte und mit dem er zahlreiche Platten für RCA einspielte, wie seine Hiterfolge Rag Mop und Hot Toddy; dieser Titel, den er mit seinem Manager Herb Hendler geschrieben hatte, wurde später auch von Künstlern wie Chet Atkins, Rosemary Clooney und Julie London interpretiert. Mit dem Standard I Should Care erreichte Flanagan und sein Orchester (mit dem Gesang von Harry Prime) 1952 Platz 4 der Charts.
Die Themensongs des Flanagan-Orchesters waren Giannina Mia und Singing Winds; letzteres wurde von dessen Vokalgruppe vorgetragen, den Young Sisters. Mit Hot Toddy und Flanagan’s Boogie war sein Orchester eines der erfolgreichsten der frühen 50er Jahre. Flanagan arrangierte im Laufe seiner Karriere auch für die Orchester von Hal McIntyre, Blue Barron, Charlie Barnet und Alvino Rey. 
Der Jazz-Autor George T. Simon schrieb 1950 das Buch Ralph Flanagan: The Bandleader.